# Kapoly
Kapoly község Somogy vármegyében, a Tabi járásban.

## Fekvése
A Kaposvár-Szántód közti 6505-ös út és a Som-Daránypusztától Tabon keresztül idáig húzódó 6511-es út keresztezésénél helyezkedik el, bár a központját egyik útvonal sem érinti, oda csak a 6511-esből kiágazó 65 123-as út vezet. A déli szomszédságában fekvő településekkel a Szorosadtól idáig húzódó 6516-os út kapcsolja össze.
A települést a hazai vasútvonalak közül a Kaposvár–Siófok-vasútvonal érinti, amelynek egy megállási pontja van itt, Kapoly megállóhely. 2001 óta azonban a megállóhelyen szünetel a menetjegykiadás.

## Története
Kapoly neve először a III. Béla király által a székesfehérvári János lovagok részére kiállított megerősítő levélben fordult elő. Nevének változatai: 1337-ben Keethkapul alakban írták, 1347-ben Egyházaskapoly, 1400-ban Kápolnáskapoly néven szerepelt. 1229-ben a székesfehérvári káptalan birtoka volt, de az 1267 évi pápai bulla szerint a tihanyi apátságnak is voltak itt birtokai.  Neve később1332-1337 között szerepelt a pápai tizedjegyzékben is. 1400-ban Kápolnáskapoly birtokrészeit Zsigmond király Osztopáni Bálintnak és Péternek adományozta. 1460-ban az egyik Kapoly Ugron Imre birtoka volt. 1488-ban Bálványosi Györgynek Egyházas és Kápolnás helységekben levő birtokait nyerték adományul Nagylucsei Orbán egri püspök és testvérei, továbbá Endrédi Somogyi Bernát, de 1488-1489 között birtokai voltak itt Bocskai Jakabnak is. 1512-ben Kápolnás-Kapolyt Perneszi Pál fia, Imre nyerte adományul II. Ulászló királytól. 1536-ban Kápolnás-Kapoly Baronyay Máté, Ewleweldy (Óleveldi) László, Perneszi István özvegye, Perneszi Egyed és Imre, Egyházas-Kapoly pedig Ugron Bernát és Pál, Perneszi Imre, a veszprémi püspök, Kys Mihály és Baronyay Máté birtoka volt. Az 1557 évi adólajstrom szerint pedig mindkét Kapoly a Perneszi nemesekbirtoka volt. 1577-ben osztopáni Perneszy András felsőlendvai várnagy nyerte adományul Rudolf királytól. 1583-ban Kápolnás-Kapoly Perneszi Andrásé, Egyházas-Kapoly pedig a veszprémi püspökségé volt. 1598-1599-ben Nagykapoly néven a tihanyi várhoz tartozott. Az 1609 évi urbárium szerint Nagykapolyon 10 jobbágy lakott. 1612-ben Zala vármegye törvényszéke Nagykapolyt, Lullyát, Felsőendrédet és Alsóendrédet Tóti Lengyel Jánosnak ítélte oda. 1645-ben pedig a tihanyi apátsághoz tartozott. 1660-ban mindkét Kapoly a Perneszieké volt. 1665-ben Perneszi János Kis-Kapoly helységben fekvő birtokait Szabó Jánosnak idegenítette el. 1695-ben birtokosai Perneszi Zsigmond és Anna Julianna voltak. 1715-ben 6 háztartását írták össze és ekkor Babócsay Ferenc özvegye, született Perneszi Anna Julianna, volt a földesura. 1733-ban fele a Perneszi családé, fele pedig a tihanyi apátságé volt. 1776-ban Tallián Gábor örökösei, Tallián Antal, Horváth József, Nagy özvegye, Terstyánszky özvegye, Forintos özvegye és Farkas János voltak itt birtokosok. 1848 előtt a tihanyi apátság, a Tallián és a Csapody családok, az 1900-as évek elején pedig csak a tihanyi apátság volt birtokosa. 1855-ben itt nagy kolerajárvány pusztított, ekkor 60-an haltak meg kolerában.
Kapolyhoz tartozott Böcscsehegy, Kapolyi-puszta és Simon-major is. A Kapolyi-puszta helyén fekhetett a középkorban Kápolnás, vagy másként Nagy-Kapoly.
A 17. század második felében elpusztult, a 18. században németek települtek le a faluba.
A 20. század elején Somogy vármegye Tabi járásához tartozott. 1910-ben 1020 lakosából 1018 magyar volt. Ebből 404 római katolikus, 577 református, 30 evangélikus volt.

## Közélete

### Polgármesterei
- 1990–1994: Poth Ibolya (független)[4]
- 1994–1998: Poth Ibolya (független)[5]
- 1998–2002: Poth Ibolya (független)[6]
- 2002–2006: Poth Ibolya (független)[7]
- 2006–2010: Bertalan Béla (független)[8]
- 2010–2013: Németh Zoltán (független)[9]
- 2014–2014: Vidus Lajos (független)[10]
- 2014–2019: Vidus Lajos (független)[11]
- 2019–2024: Vidus Lajos (független)[12]
- 2024– : Vidus Lajos (független)[1]

A településen 2014. március 9-én időközi polgármester-választást tartottak, az előző polgármester lemondása miatt.

## Népesség
A település népességének változása:
| Lakosok száma | 670  | 663  | 667  | 624  | 588  | 603  | 601  |
|               | 2013 | 2014 | 2015 | 2021 | 2022 | 2023 | 2024 |

A 2011-es népszámlálás során a lakosok 74,1%-a magyarnak, 1,9% cigánynak, 1,9% németnek mondta magát (25,2% nem nyilatkozott; a kettős identitások miatt a végösszeg nagyobb lehet 100%-nál). A vallási megoszlás a következő volt: római katolikus 42,4%, református 16,3%, evangélikus 1,2%, felekezet nélküli 6,4% (32,4% nem nyilatkozott).
2022-ben a lakosság 87,1%-a vallotta magát magyarnak, 1,5% németnek, 1,2% cigánynak, 0,2% románnak, 0,2% ukránnak, 2,9% egyéb, nem hazai nemzetiségűnek (11,1% nem nyilatkozott; a kettős identitások miatt a végösszeg nagyobb lehet 100%-nál). Vallásuk szerint 27,6% volt római katolikus, 9,7% református, 2,2% evangélikus, 0,5% görög katolikus, 0,5% egyéb keresztény, 2% egyéb katolikus, 8% felekezeten kívüli (49,5% nem válaszolt).

## Nevezetességei
- Katolikus templom[16]
- Református templom[17]

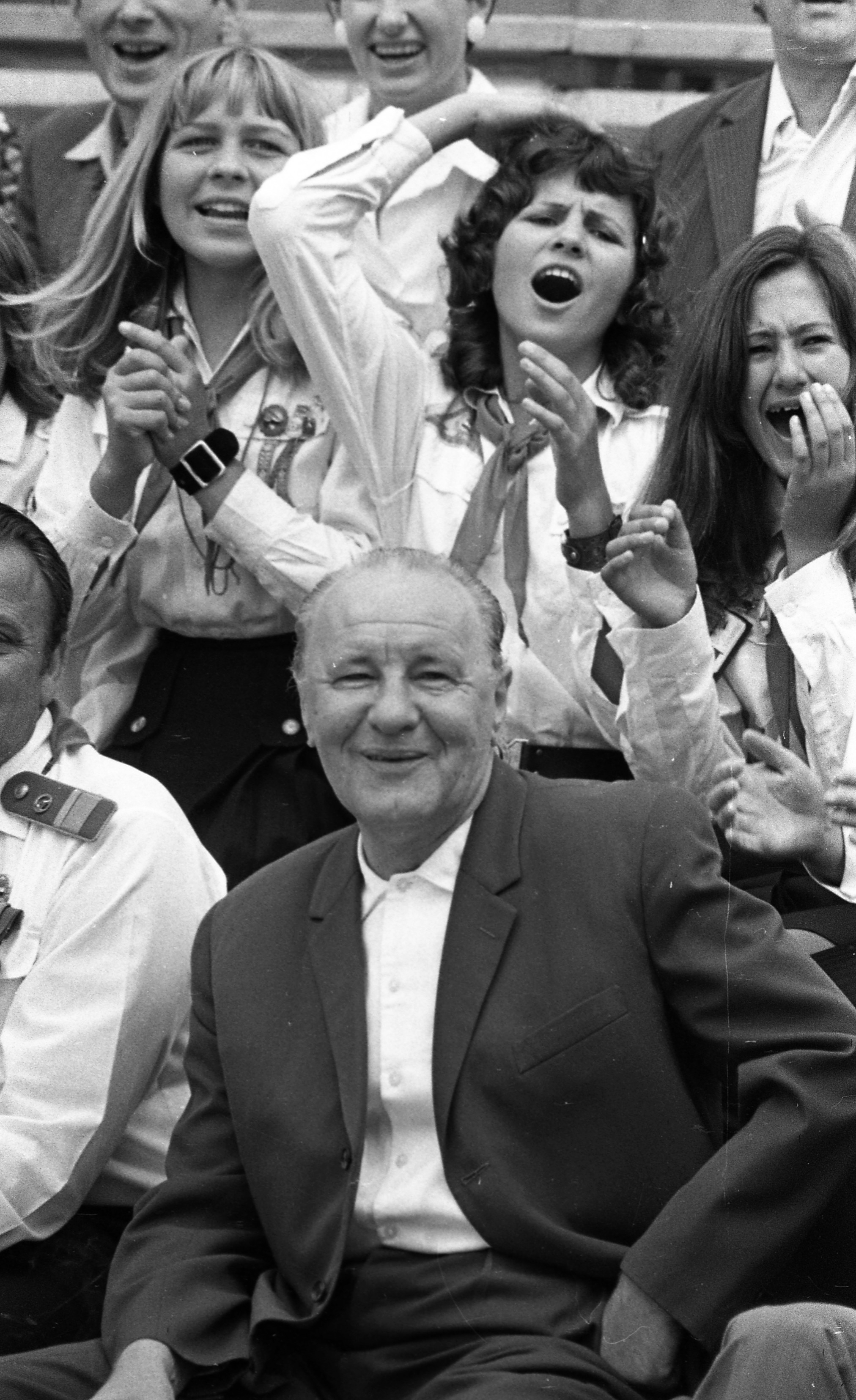
Kádár János úttörők körében (1972)

- Kádár-ház (A Fiumében született Czermanik János József, aki három hónapos korától itt töltötte gyermekéveit a nevelőszüleinél, később Kádár János néven a 20. századi magyar történelem meghatározó alakjává vált. Az épületet több helyütt tévesen Kádár János szülőházának nevezik.)[18][19][20]
- II. világháborús emlékmű